# Castel d'Emilio
Castel d'Emilio è una località italiana, frazione del comune di Agugliano, in provincia di Ancona, nelle Marche.
Castel d'Emilio è uno dei Castelli di Ancona. Domina dal suo colle splendidi panorami verso la Vallesina e il Monte San Vicino, ed è contornata da una fertile e pittoresca campagna. 

## Storia

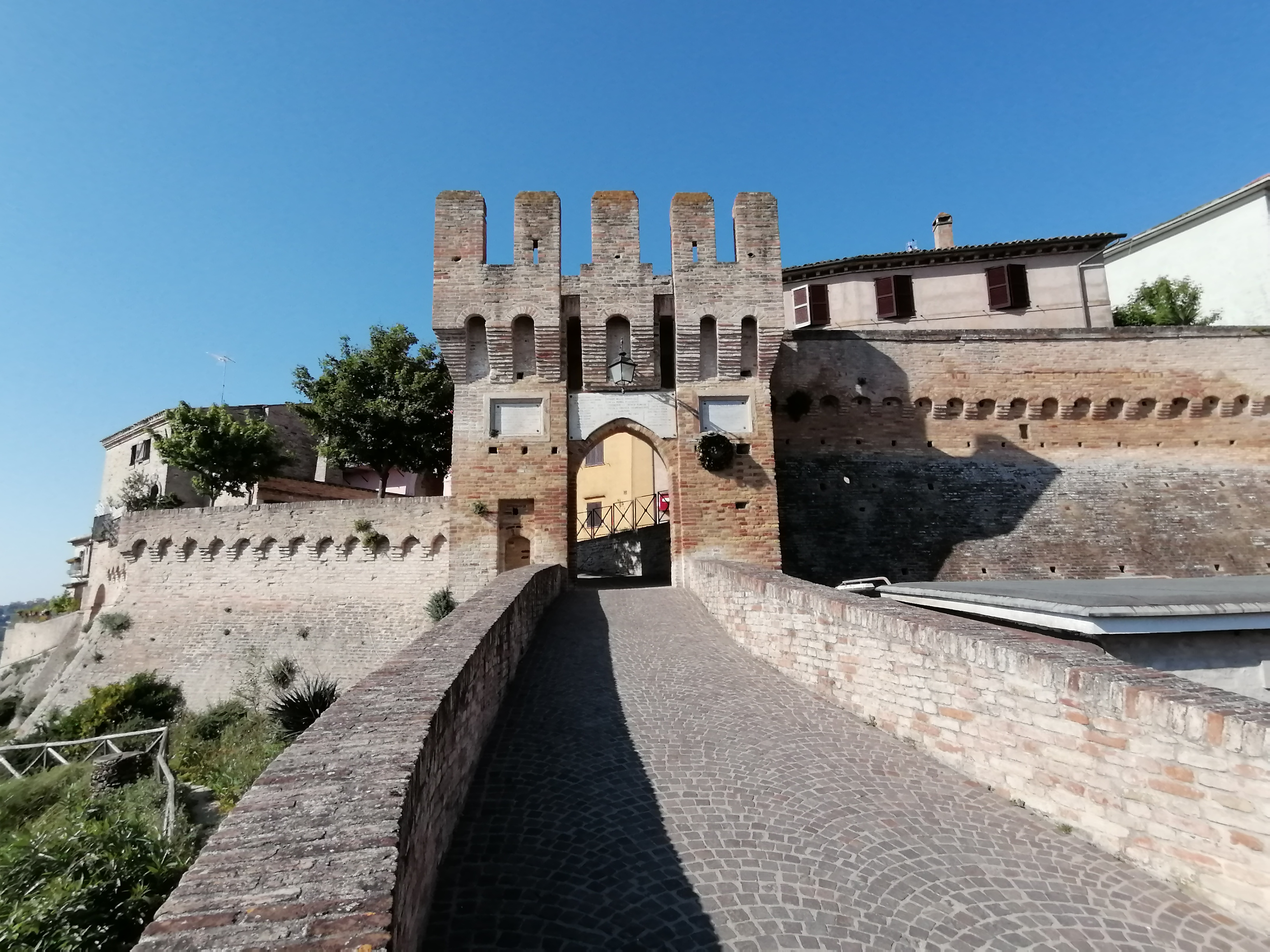
Veduta con le mura pontelliane.

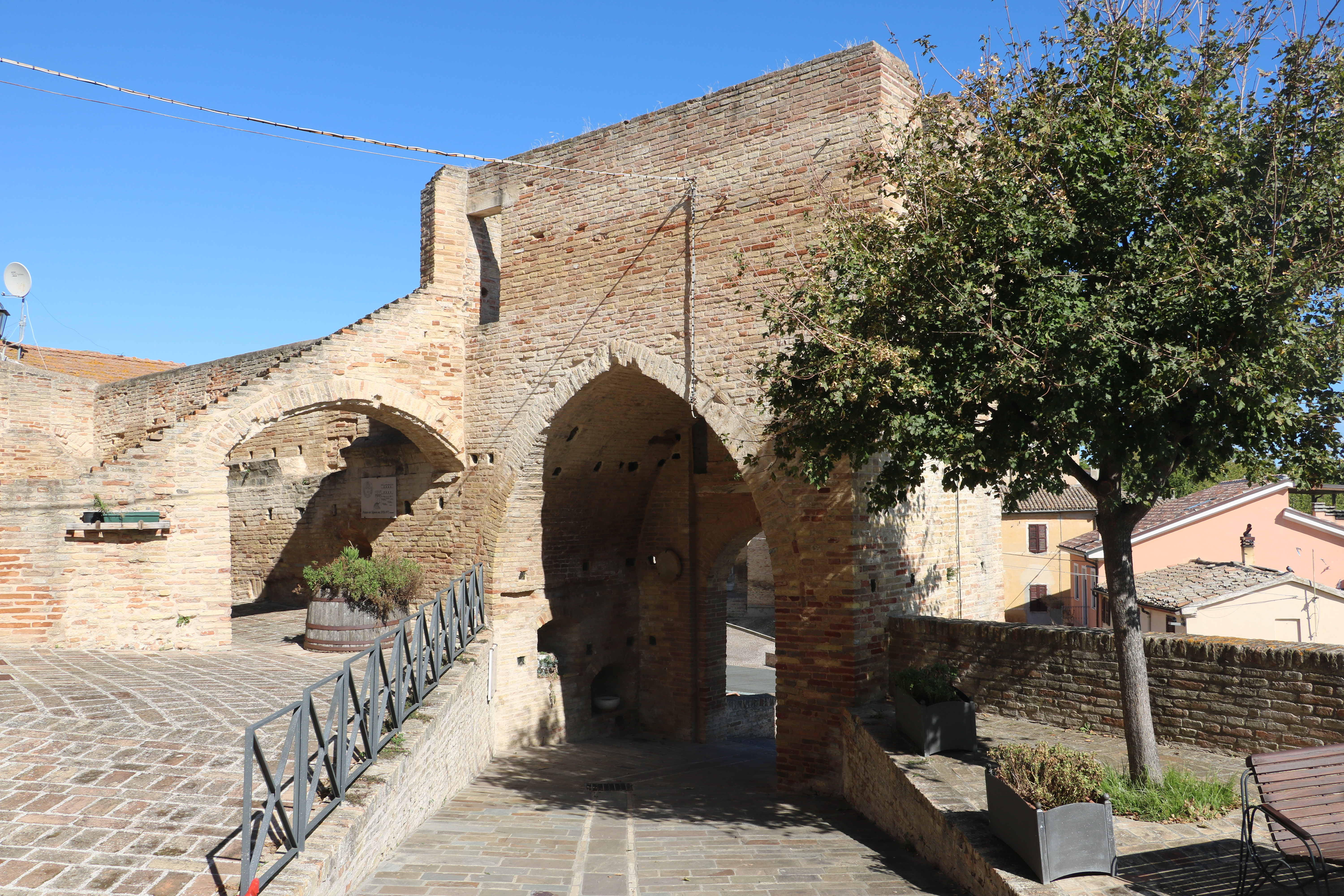
Interno della porta.

Castel D’Emilio è citato per la prima volta in una pergamena del Codice Bavaro datata 2 Ottobre 968.
Un'altra notizia molto antica sul castello risale al 1239 quando un Milo di Attone de Castro Mili è condannato dal Comune di Jesi per occupazione abusiva delle terre comunali. 
Da sempre uno dei Castelli di Ancona, quando questa era una libera repubblica marinara, Castel d'Emilio aveva la funzione di difendere il confine dell'Esino, unitamente ai castelli di Monte San Vito, Fiumesino, Cassero, Camerata, Agugliano, Falconara. 
Nel corso della storia Castel D’Emilio seguì tutte le vicissitudini di Ancona, ma divenne anche Comune durante l’epoca napoleonica, per poi divenire frazione di Agugliano con l’Unità d’Italia.
Nel paese venne fondata nel 1883 una Società di mutuo soccorso da un gruppo di circa cinquanta persone del luogo. Poi ricostituita con atto notarile nel 1924. Nella storiografia della previdenza sociale questa forma di solidarietà assunse nel finire del XIX secolo particolare importanza.

## Monumenti e luoghi d'interesse
Cinta muraria
Testimonianza dell’originario impianto del borgo. Dalla forma di un poligono irregolare, conserva tre torri difensive e un ingresso fortificato costituito da una porta carraia centrale e da una postierla pedonale alla sua destra. I merli, di stile guelfo, sono provvisti di feritoie verticali. 
Nel corso degli anni ha subito notevoli ristrutturazioni, una delle più importanti fu ad opera dell’architetto fiorentino, Baccio Pontelli, inviato da papa Innocenzo VIII nelle Marche come Ispettore Generale delle Fortificazioni. Venne dichiarata Monumento Nazionale il 29 aprile 1916.
Chiesa di Santa Maria delle Grazie
Dalle forme tardo-gotiche, presenta una semplice facciata incentrata su un portale in cotto quattrocentesco, al quale si sovrappone un ricco apparato decorativo in pietra bianca d'Istria. Opera cinquecentesca costituita da due leoni stilofori che portano due colonne corinzie reggenti due statue di santi. La lunetta, a forma di conchiglia, è incorniciata da fogliami e sormontata dal volto di Cristo.  Il campanile, che ha subito notevoli ristrutturazioni, possiede una campana del 1520. All'interno si conserva un paliotto in scagliola del 1697 del carpigiano Gianfrancesco Paltrinieri,.
Convento di San Francesco
Secondo la tradizione venne fondata nel 1211 da San Francesco, durante il suo viaggio di ritorno da Ancona verso Assisi. La chiesa, assunse le forme odierne, fra il 1778 e il 1781 ad opera dell'architetto Francesco Maria Ciaraffoni, che la ricostruì interamente.
Palazzetto della Società Operaia
Venne costruito nel 1935 come sede della Società locale di Mutuo Soccorso. Sorge di fronte le mura, su Piazza Umberto I, la principale del paese. Presenta eleganti forme dell'epoca con due bifore dalle colonnine in ghisa.

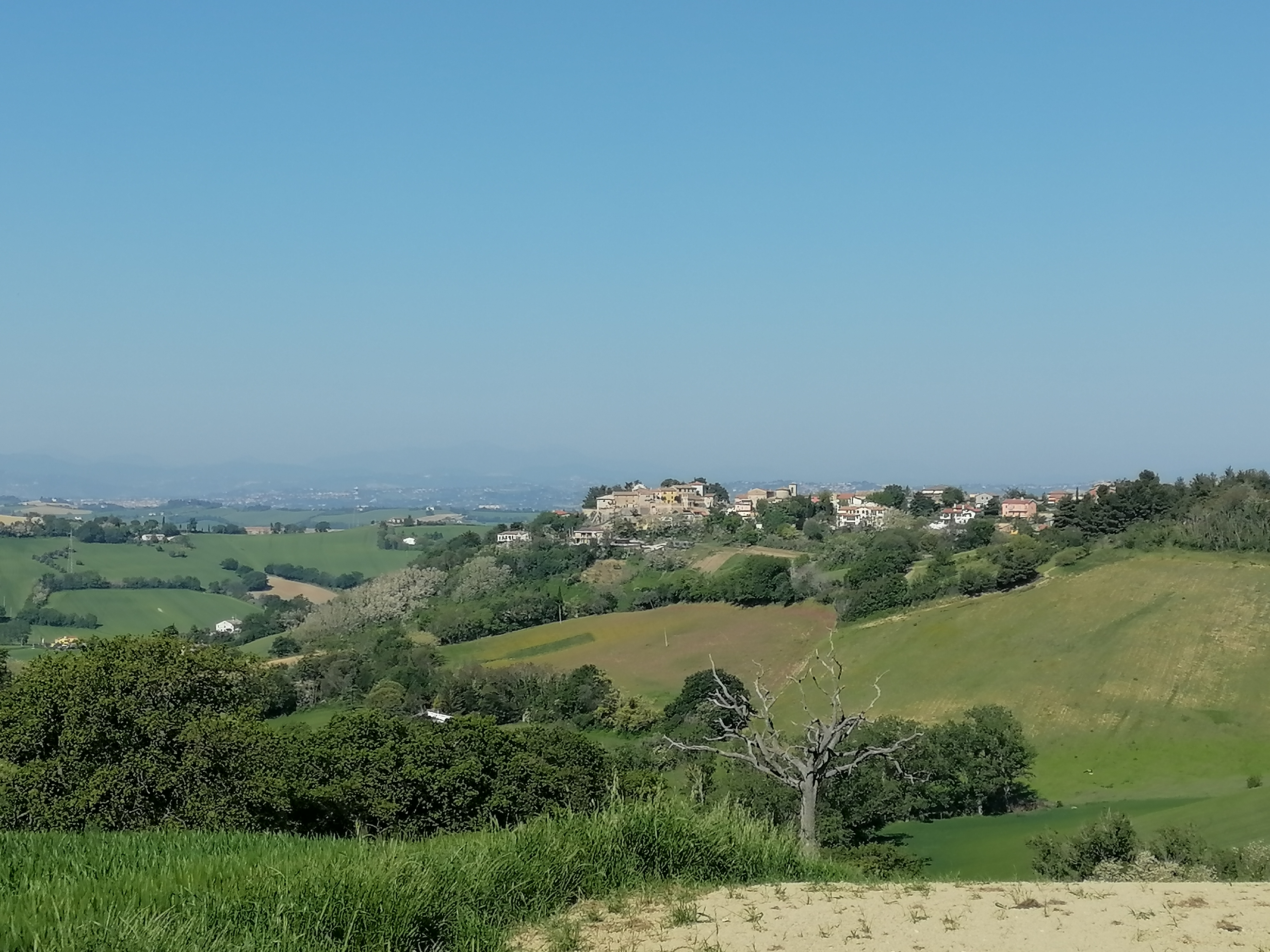
Veduta del Borgo con la campagna circostante.
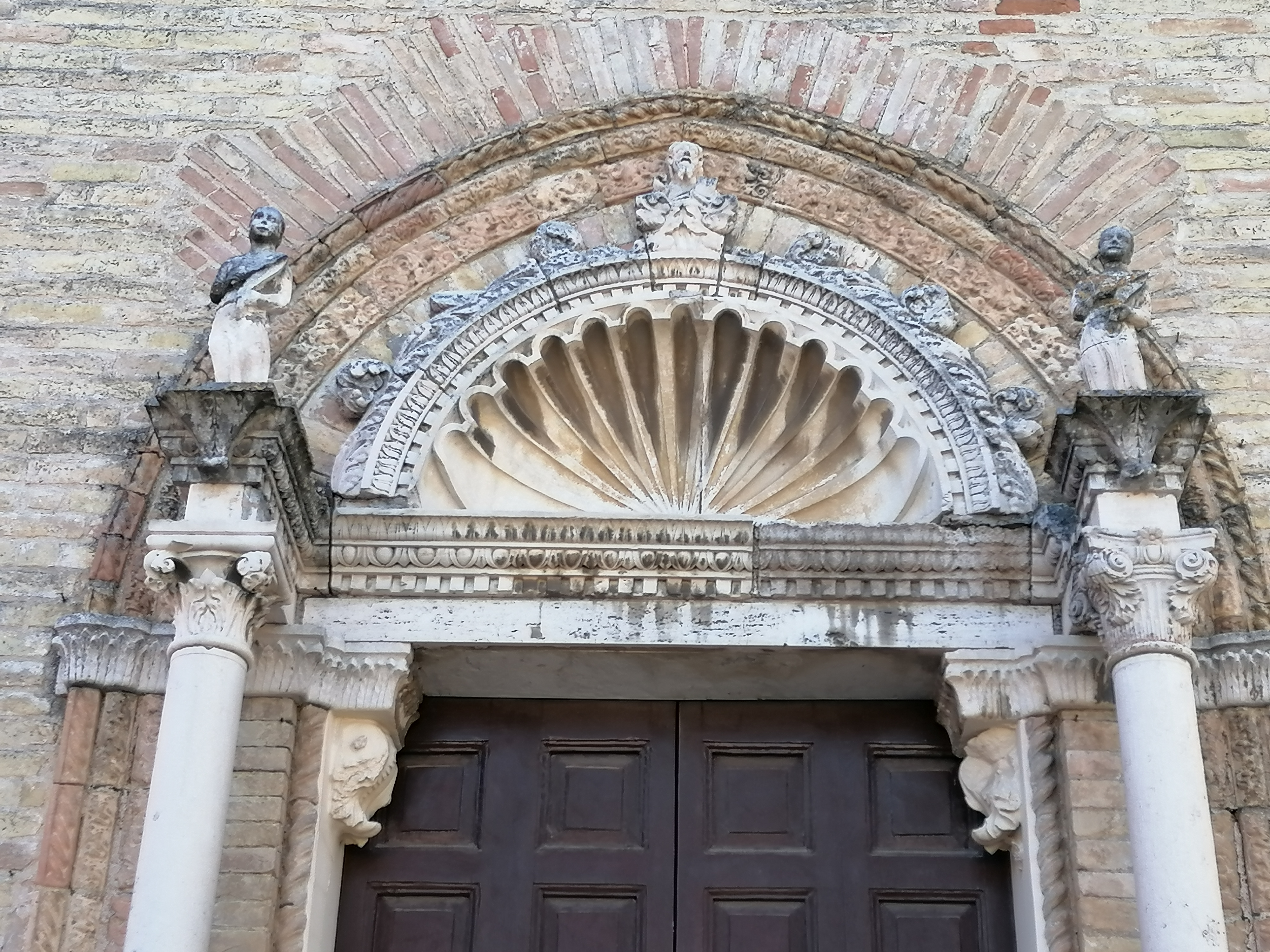
Portale della Chiesa delle Grazie.
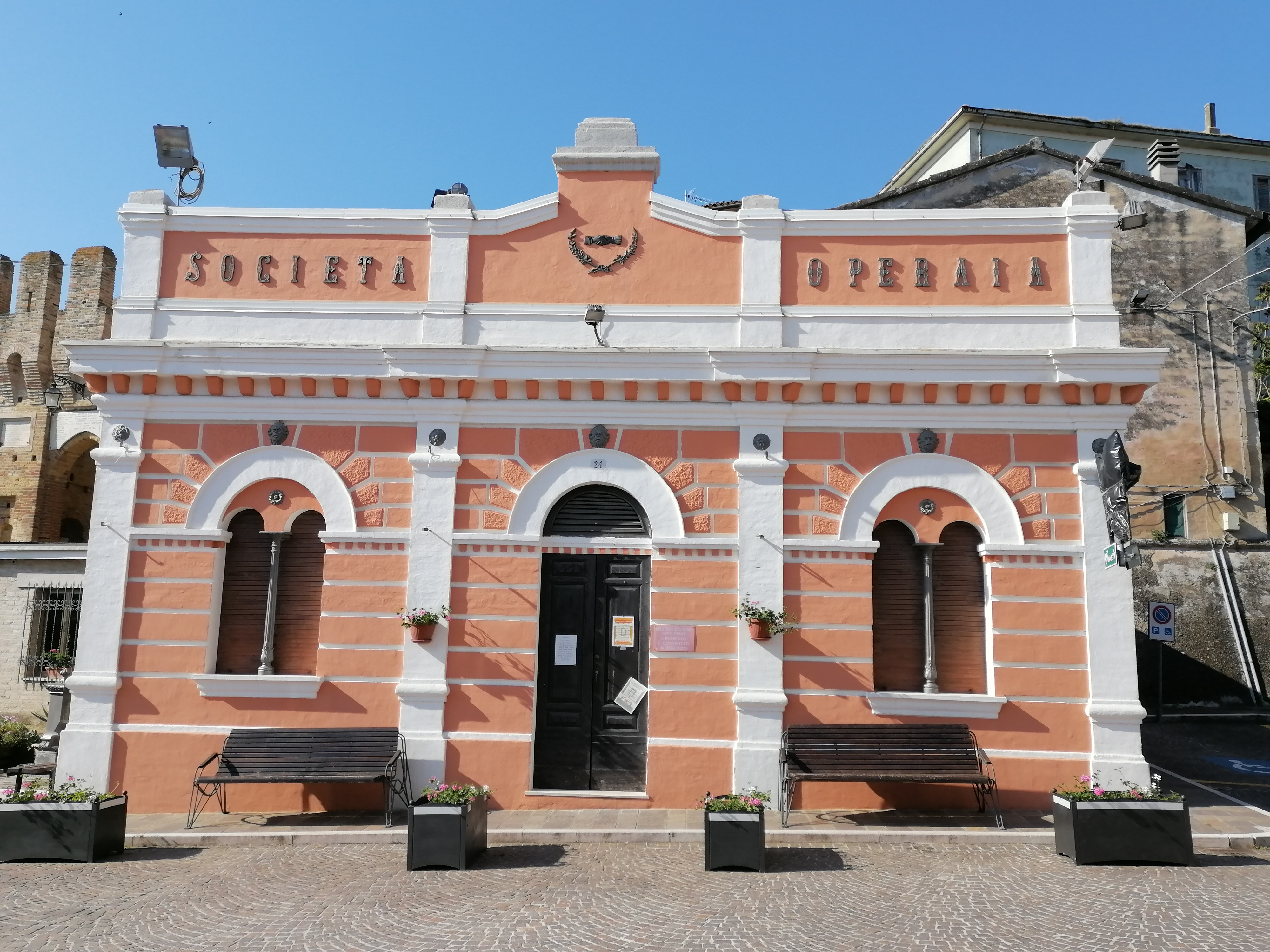
Palazzetto della Società Operaia.

## Festa della Crescia
In estate, nei sabati di fine luglio e inizi agosto, si svolge la Festa della Crescia, organizzata da più di quarant'anni dalla locale Società di Mutuo Soccorso.